# Тансыкбаев, Урал Тансыкбаевич
Урал Тансыкбаевич Тансыкбаев (1 января 1904, Ташкент, Российская империя — 18 апреля 1974, Нукус, Каракалпакская АССР, Узбекская ССР, СССР) — советский и узбекистанский художник-живописец, сценограф

 казахского происхождения. Народный художник СССР (1963). Один из основоположников узбекской живописи.

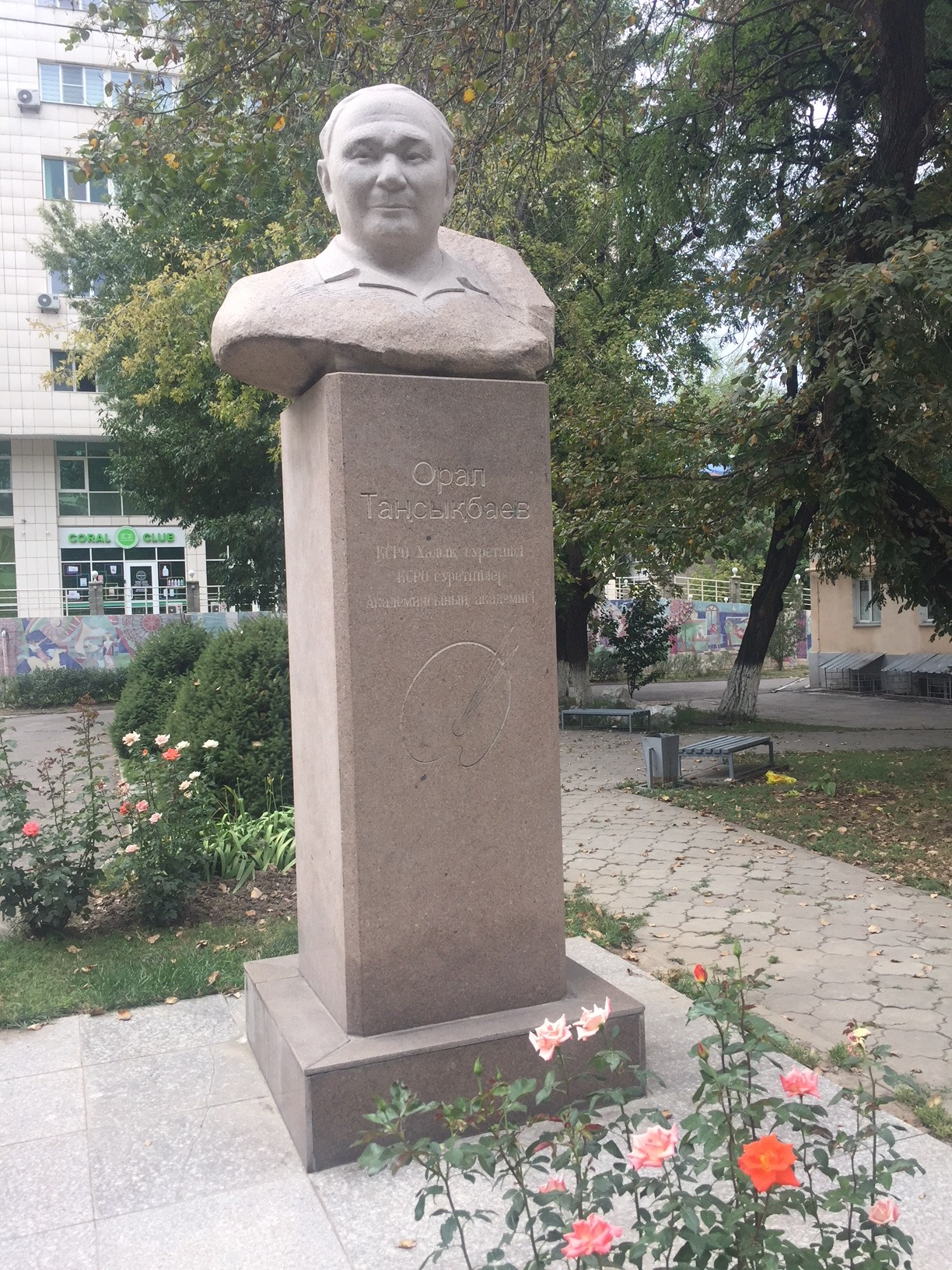
Бюст Тансыкбаева у колледжа его имени, Алматы, 2012

## Биография
Урал Тансыкбаев родился в Ташкенте.
После окончания семилетней школы пошёл работать на завод.
В двадцать лет начал рисовать. Учился в студии при Ташкентском музее искусств (1923—1927) у Н. В. Розанова. В 1928—1929 годах учился в Пензенском художественном училище у И. С. Горюшкина-Сорокопудова.
C 1929 года стал принимать участие в художественных выставках. Первый узбекский художник-станковист.

### Стили работы

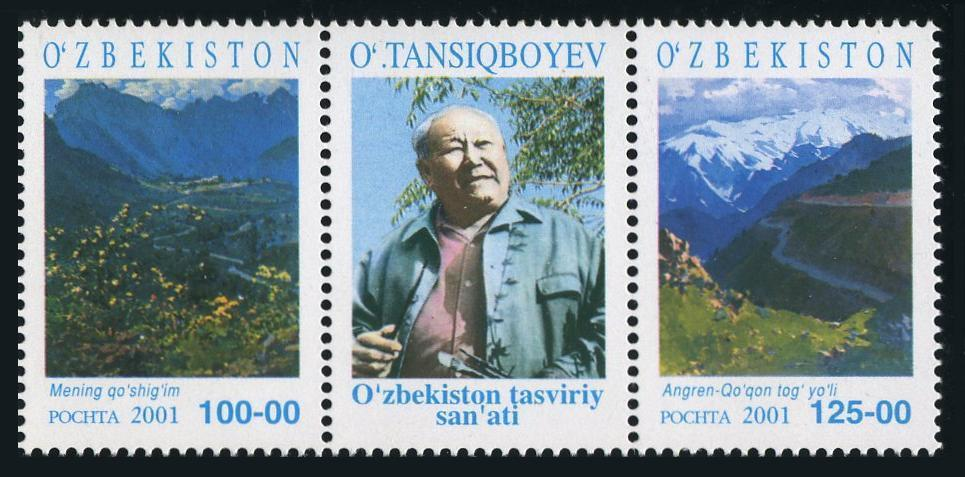
Почтовый триптих Узбекистана, 2001

Критики отмечали, что «Тансыкбаев — первый художник коренной национальности, активно приобщавшийся к европейской культуре, освоивший манеру европейского авангарда». Посетив в 1929 году Москву, познакомился с её музеями, увидел современную западноевропейскую живопись, особенно французский постимпрессионизм, который произвёл на него сильнейшее впечатление. Его работы того периода «Портрет А. Ташкенбаева», «Ташкентцы», «Портрет узбека», «Улица в Ташкенте», «Чарвак», «Кочевье» и др. дали повод называть его «узбекским Гогеном».
Затем в цветовом строе произведений художника усилилось тональное начало и после выставок произведений искусства Узбекской ССР в Москве и Филадельфии (США) в 1934 году его стали называть «главой узбекистанских колористов».
С начала 1950-х годов основным жанром в его творчестве стал пейзаж — «Вечер на Сырдарье», «Степь», «Высокогорный каток Медео», «Осень в горах», «Зима в Алма-Ате» и др. Серии работ «Чирчик», «По дорогам войны», «Озеро Иссык-Куль» (1950).
Выступал также как театральный художник (оформление первого казахского балета «Калкаман и Мамыр» в Казахском театре оперы и балета (Алма-Ата), 1938) и как живописец-монументалист (панно в павильоне Узбекской ССР на ВДНХ в Москве, 1952—54).
В Казахстане художник бывал в 1938, 1946 и 1949 годах, проживал в пригороде Алматы.
С 1932 года — член Союза художников Узбекской ССР. Был избран действительным членом Академии художеств СССР (1958, член-корреспондент (1954)), председателем Союза художников Узбекской ССР (1956—1959).
Умер 8 апреля 1974 в Нукусе (Каракалпакская АССР, Узбекская ССР). Похоронен на Чигатайском кладбище.

## Известные работы в музеях
- «Кочевье» (1931), «Долина Чирчика» (1940), «Утро Кайрак-Кумской ГЭС» (1957) — Государственный музей искусства народов Востока (Москва).
- «Родной край» (1951), «Вечер на Иссык-Куле» (1951), «Новый Ангрен» (1962), «Алтынтау» (1972) — Музей искусств Узбекистана (Ташкент).
- «Горный пейзаж» (1963), «Весенняя пахота» (1965) — Государственный музей искусств Казахстана имени А. Кастеева (Алматы)
- «На Чарвакской стройке» (1970) — Союз художников СССР (Москва)
- Более пятисот его работ находятся в Каракалпакском государственном музее искусств (Нукус).

## Награды и звания
- Заслуженный деятель искусств Узбекской ССР (1943)
- Народный художник Узбекской ССР (1944)
- Народный художник СССР (1963)
- Государственная премия Узбекской ССР имени Хамзы (1973)
- Орден Ленина (1964)
- Три ордена Трудового Красного Знамени (1951, 1955, 1957)
- Орден «Буюк хизматлари учун» (2001) — посмертно[12]
- Медали[13]
- Серебряная медаль Всесоюзной художественной выставки в Москве (1957).
- Серебряная медаль на Всемирной выставке ЭКСПО-58 в Брюсселе (1958).

## Память
- В 1981 году, в Ташкенте, в Мирзо-Улугбекском районе (массив Черданцева) был открыт мемориальный дом-музей Урала Тансыкбаева, директором которого стала его жена — Елизавета Яковлевна[14]. В доме когда-то жил сам художник. В экспозиции дома-музея хранится 400 работ художника[15].
- В Алма-Ате его именем назван Алматинский колледж декоративно-прикладного искусства. В 2012 году у здания колледжа был открыт памятник художнику[16]. Автор бюста местный скульптор Еркин Макулбаев.